# Dieter Wiefelspütz

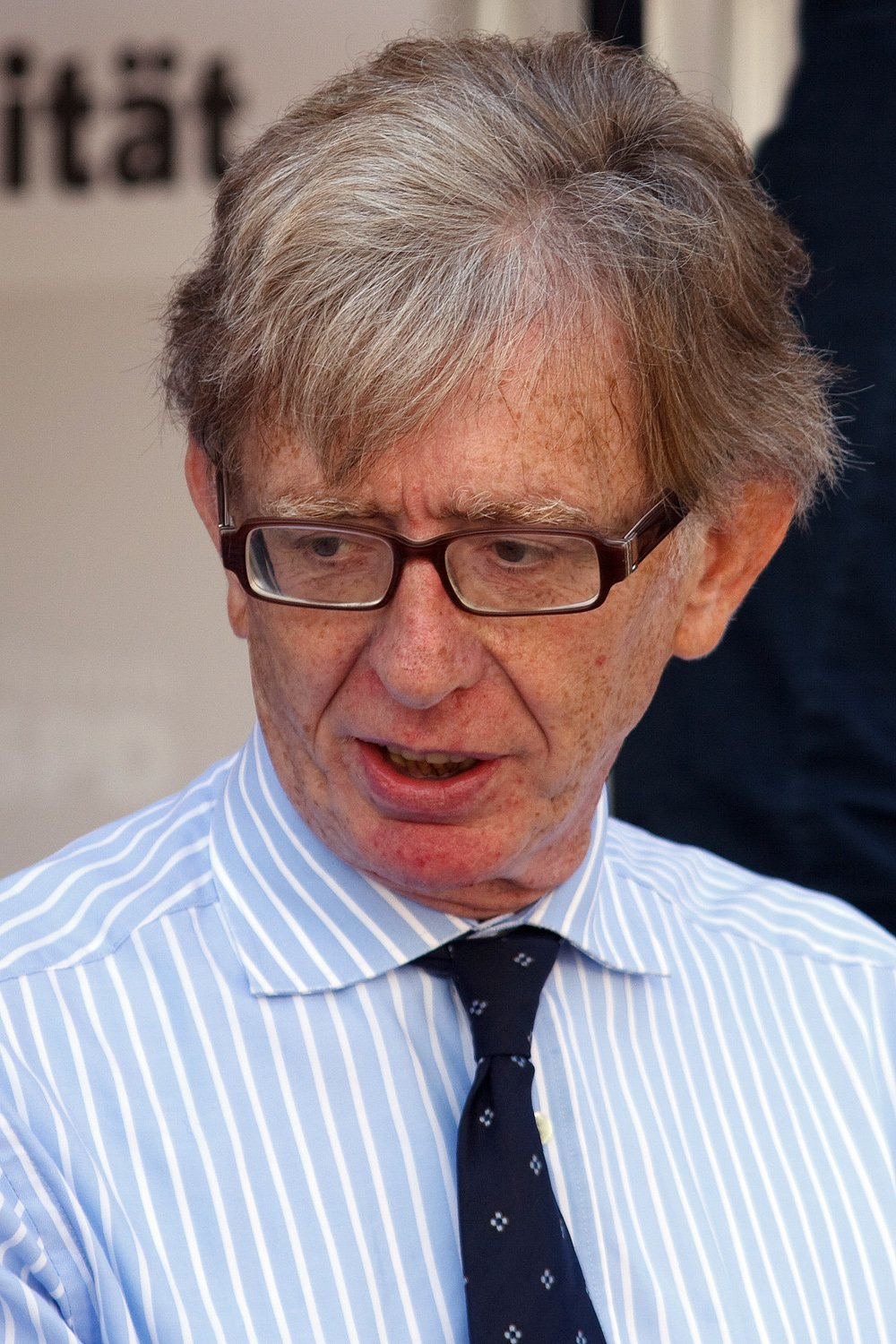
Dieter Wiefelspütz während einer Wahlkampfveranstaltung (2009)

Dieter Wiefelspütz (* 22. September 1946 in Lünen) ist ein deutscher Politiker (SPD). Von 1987 bis 2013 war er 26 Jahre lang Abgeordneter des Deutschen Bundestages.
Wiefelspütz war von 1998 bis zum 19. Oktober 2011 innenpolitischer Sprecher der SPD-Bundestagsfraktion. Von 1990 bis 1998 war er Vorsitzender des Bundestagsausschusses für Wahlprüfung, Immunität und Geschäftsordnung.

## Leben
Nach der Mittleren Reife absolvierte Wiefelspütz zunächst eine Lehre zum Buchhändler und holte auf dem Zweiten Bildungsweg das Abitur nach. Anschließend begann er ein Studium der Rechtswissenschaft an der Ruhr-Universität Bochum, welches er 1975 mit dem Ersten juristischen Staatsexamen beendete. Nach Ableistung des Referendariats bestand er 1978 auch das Zweite Staatsexamen und war danach als Richter, zuletzt am Verwaltungsgericht Gelsenkirchen, tätig. Seit 1989 ist er als Rechtsanwalt zugelassen. 2002 erfolgte seine Promotion zum Dr. jur. mit der Arbeit Das Untersuchungsausschussgesetz. 2016 wurde er zum Honorarprofessor im Fach Jura an der Heinrich-Heine-Universität Düsseldorf ernannt, wo er seit 2005 als Lehrbeauftragter im Schwerpunktbereich „Recht der Politik“ tätig war. Dieter Wiefelspütz ist evangelisch und verheiratet.

## Politik
Wiefelspütz trat 1972 in die SPD ein und war Vorsitzender des SPD-Stadtverbandes Lünen.
Ab 1987 war Wiefelspütz Mitglied des Deutschen Bundestages. Hier war er von 1990 bis 1998 Vorsitzender des Ausschusses für Wahlprüfung, Immunität und Geschäftsordnung. Wiefelspütz gehörte ab 1994 dem Vorstand der SPD-Bundestagsfraktion an und war ab November 1998 Sprecher der Fraktionsarbeitsgruppe Inneres.
Von Dezember 2002 bis November 2003 war er Obmann der SPD-Fraktion im 1. Untersuchungsausschuss der 15. Wahlperiode des Deutschen Bundestages. Ab Dezember 2005 war er außerdem stellvertretender Sprecher der Fraktionsarbeitsgruppe Wahlprüfung, Immunität und Geschäftsordnung.
Dieter Wiefelspütz ist stets als direkt gewählter Abgeordneter des Wahlkreises Hamm – Unna II in den Bundestag eingezogen. Bei der Bundestagswahl 2009 erreichte er hier 43,9 % der Erststimmen. Er war in der 17. Wahlperiode Mitglied des Bundestags-Innenausschusses. Im Oktober 2011 gab er bekannt, dass er bei der nächsten Bundestagswahl nicht mehr kandidieren will und legte gleichzeitig mit sofortiger Wirkung sein Amt als innenpolitischer Sprecher der SPD-Fraktion nieder.
Wiefelspütz war Mitglied der Europa-Union Parlamentariergruppe Deutscher Bundestag.

## Sonstiges Engagement
Dieter Wiefelspütz war bis zum 31. Mai 2011 Erster Vorsitzender des Lüner SV.

## Trivia
2003 wettete er in der WDR-Sendung Hart aber fair mit Moderator Frank Plasberg, dass es dem Bundestag bis zum Sommer des darauffolgenden Jahres gelingen werde, sich auf eine Abspeckung der Abgeordnetenpensionen zu einigen. Wiefelspütz verlor diese Wette und spendete ein Monatsgehalt für einen guten Zweck.